# Sanaüja
Sanaüja è un comune spagnolo di 453 abitanti situato nella comunità autonoma della Catalogna.